# Избори за Представнички дом Парламентарне скупштине Босне и Херцеговине 2018. (Република Српска)
Избори за Представнички дом Парламентарне скупштине БиХ у Републици Српској 2018. одржани су 7. октобра као дио општих избора у БиХ. Број важећих гласова био је 667.324 (91,67%), а неважећих 60.600. Од укупног броја важећих гласова, на редовним бирачким мјестима било их је 633.214 (94,89%), поштом 25.895 (3,88%), у одсуству, путем мобилног тима и у ДКП 6.365 (0,95%), те на потврђеним гласачким листићима 1.850 (0,28%).

## Резултати
| Партија                           | Број гласова | %     | Број мандата | Број мандата   | Број мандата | Број мандата |
| Партија                           | Број гласова | %     | Директних    | Компензационих | Укупно       | +/–          |
| --------------------------------- | ------------ | ----- | ------------ | -------------- | ------------ | ------------ |
| Савез независних социјалдемократа | 260.930      | 39,10 | 4            | 2              | 6            | 0            |
| Српска демократска странка        | 162.414      | 24,34 | 3            | 0              | 3            | 2            |
| ПДП                               | 83.832       | 12,56 | 1            | 1              | 2            | 1            |
| ДНС                               | 68.637       | 10,29 | 1            | 0              | 1            | 0            |
| Социјалистичка партија            | 31.321       | 4,69  | 0            | 1              | 1            | 1            |
| Странка демократске акције        | 29.673       | 4,45  | 0            | 1              | 1            | 0            |
| остали                            | 30.517       | 4.57  | -            | -              | -            | 0            |
| Укупно                            | 667.324      | 100   | 9            | 5              | 14           | 0            |
| Неважећи гласови                  | 60.600       | -     | -            | -              | -            | -            |
| Извор: ЦИК                        |              |       |              |                |              |              |

### Директни мандати по изборним јединицама
|                    | Изборна јединица | СНСД | СДС | ПДП | ДНС | СДА | СП | Укупно |
| ------------------ | ---------------- | ---- | --- | --- | --- | --- | -- | ------ |
| Изборна јединица 1 | 1                | 1    | 1   | -   | -   | -   | 3  |        |
| Изборна јединица 2 | 2                | 1    | -   | -   | -   | -   | 3  |        |
| Изборна јединица 3 | 1                | 1    | -   | 1   | -   | -   | 3  |        |